# Mezzanine (album)
Pour les articles homonymes, voir Mezzanine.
Albums de Massive Attack
No Protection
(1995) 100th Window
(2003)
Mezzanine est un album studio de Massive Attack, sorti en 1998. Troisième opus du groupe innovateur de Bristol à l'origine du trip hop,  Mezzanine a marqué son époque en donnant une place plus importante à des courants musicaux obscurs qui avaient toujours été présents dans la musique du collectif.
L'album entier a été disponible de nombreux mois sur le site web officiel de Massive Attack en téléchargement légal avant qu'il ne soit commercialisé sur CD. Beaucoup d'artistes célèbres ont depuis lors fait de même, notamment Wilco avec Yankee Hotel Foxtrot et The Smashing Pumpkins avec leur album Machina II. C'était alors l'une des premières utilisations importantes du format de compression MP3 par une organisation commerciale.
L'album a été disque de platine au Royaume-Uni. En 2000, Q, un mensuel anglais de musique et de divertissement, place Mezzanine numéro 15 des 100 meilleurs albums britanniques de tous les temps.
Pour fêter le vingtième anniversaire de la sortie de Mezzanine, en avril 2018, l'intégralité de l'album est encodé dans des molécules ADN.

## Caractéristiques musicales
L'ambiance générale de l'album est oppressive dans le son des basses et des percussions ; elle est plus douce lors du troisième titre Teardrop, et de l'instrumental Exchange. De façon générale, Massive Attack s'éloigne de ses racines hip hop et soul pour adopter un son plus sombre et plus électronique en ayant recours à un rythme lent mêlant percussions et effets. Un des membres fondateurs du groupe, Andrew Vowles, alias Mushroom, quitte le groupe peu de temps après la sortie de Mezzanine, en raison de désaccords avec la direction artistique de l'album,. Mezzanine comporte les contributions d'Horace Andy, invité de longue date sur tous les albums de Massive Attack, ainsi que la chanteuse du groupe Cocteau Twins, Elizabeth Fraser. Avec son ton sombre, l'absence de Tricky ayant quitté le groupe, et l'utilisation, entre autres, de guitares, Mezzanine se distingue nettement des deux opus précédents.

## Apparitions dans les médias
Plusieurs chansons de cet album sont apparues dans des films ou des épisodes de séries télévisées.
- Le titre d'ouverture, Angel, peut être entendu dans les films Pi (par Darren Aronofsky en 1998), Go (par Doug Liman en 1999), Snatch (par Guy Ritchie en 2000),  Antitrust (par Peter Howitt en 2001), Le Vol du Phœnix (par John Moore en 2004), Stay (par Marc Forster en 2005), et Firewall (par Richard Loncraine en 2006). Il est également présent dans l'épisode Avant le départ de la quatrième saison de la série télévisée À la Maison-Blanche, dans l'épisode Pilot de Person of Interest et dans l'épisode Rogue de la première saison de la série télévisée Smallville. Un morceau de la chanson est employé comme thème musical pour une autre série télévisée américaine, 24 heures chrono. Angel apparaît aussi dans une campagne publicitaire d'Adidas en 1997 pour la marque de chaussures de football « Predator » avec David Beckham, Zinédine Zidane, Alessandro Del Piero et Patrick Kluivert, ainsi que dans la publicité pour le parfum Night d'Hugo Boss.
- Le deuxième titre, Risingson, apparaît en 1997 dans le film Ouvre les yeux d'Alejandro Amenábar.
- Le troisième titre de l'album, Teardrop, se trouve dans de nombreuses séries. On a ainsi pu l'entendre comme thème du générique de la série Dr House sur la chaîne de télévision FOX. Un passage instrumental de la chanson est le thème d'ouverture mais les versions du programme diffusé dans d'autres pays, tels que le Royaume-Uni, emploient un extrait générique de la musique qui ressemble seulement à Teardrop. Il apparaît aussi dans La Femme Nikita ; dans un épisode de la série télévisée Cold Case, (Sanctuary) en 2006 dans lequel le morceau signifie un retour en arrière en 1998 ; et dans Prison Break, dans l'épisode intitulé Sans retour (1x20). Il est également utilisé pour la musique de la publicité du spot télé français du jeu Assassin's Creed d'Ubisoft.
- Le quatrième titre, Inertia Creeps, est employé dans le film Stigmata et dans l'épisode pilote de la série télévisée Numb3rs.
- Le cinquième, Exchange, a été employé deux fois dans le documentaire Dogtown and Z-Boys bien qu'il ne soit pas sur la bande sonore en vente.
- Dissolved Girl, le sixième titre de Mezzanine se trouve dans les films Matrix et Le Chacal.
- La sortie de l'album au Japon comporte un titre supplémentaire, Superpredators, que l'on retrouve aussi dans le thème du générique du film Le Chacal.

## Reprises

### De Massive Attack
- Angel a été repris par le groupe de metal brésilien Sepultura sur l'EP Revolusongs en 2003, par le groupe de mathcore américain The Dillinger Escape Plan sur l'EP Plagiarism en 2006, et par la chanteuse américaine Charlotte Martin sur l'album Reproductions en 2007.

### Par Massive Attack
- Man Next Door est une reprise de I've Got to Get Away de The Paragons (lorsque John Holt faisait encore partie du groupe dans le milieu des années 1960). Ce morceau contient un sample de 10:15 Saturday Night du groupe The Cure.

## Liste des chansons
| 1.    | Angel          | Del Naja/Marshall/Vowles/Hinds             | 6:18 |
| 2.    | Risingson      | Del Naja/Marshall/Vowles/Reed/Seeger       | 4:58 |
| 3.    | Teardrop       | Del Naja/Marshall/Vowles/Fraser            | 5:29 |
| 4.    | Inertia Creeps | Del Naja/Marshall/Vowles                   | 5:56 |
| 5.    | Exchange       | Hilliard/Garson                            | 4:11 |
| 6.    | Dissolved Girl | Del Naja/Marshall/Vowles/Sara Jay/Schwartz | 6:07 |
| 7.    | Man Next Door  | Holt/Smith/Tolhurst/Dempsey                | 5:55 |
| 8.    | Black Milk     | Del Naja/Marshall/Vowles/Fraser            | 6:20 |
| 9.    | Mezzanine      | Del Naja/Marshall/Vowles                   | 5:54 |
| 10.   | Group Four     | Del Naja/Marshall/Vowles/Fraser            | 8:13 |
| 11.   | (Exchange)     | Hilliard/Garson                            | 4:14 |
| 63:29 |                |                                            |      |

## Classements et certifications
| Pays               | Positions |
| ------------------ | --------- |
| Allemagne          | 6         |
| Australie          | 1         |
| Autriche           | 3         |
| Belgique Comm. fl. | 4         |
| Belgique Comm. fr. | 14        |
| États-Unis         | 60        |
| Finlande           | 4         |
| France             | 3         |
| Norvège            | 2         |
| Nouvelle-Zélande   | 1         |
| Pays-Bas           | 17        |
| Royaume-Uni        | 1         |
| Suède              | 4         |
| Suisse             | 6         |

| Pays             | Ventes    | Certifications |
| ---------------- | --------- | -------------- |
| Allemagne        | 250 000 + | Or             |
| Australie        | 70 000 +  | Platine        |
| Autriche         | 25 000 +  | Or             |
| Belgique         | 50 000 +  | Platine        |
| Canada           | 50 000 +  | Or             |
| Espagne          | 50 000 +  | Or             |
| France           | 200 000 + | 2 × Or         |
| Italie           | 50 000 +  | Or             |
| Norvège          | 25 000 +  | Or             |
| Nouvelle-Zélande | 15 000 +  | Platine        |
| Pays-Bas         | 50 000 +  | Or             |
| Royaume-Uni      | 600 000 + | 2 × Platine    |
| Suisse           | 50 000 +  | Platine        |

## Accueil critique
John Bush, de AllMusic, donne à l'album 5 étoiles sur 5. Barney Hoskins, de Rolling Stone, lui donne 3,5 étoiles sur 5. Cihan Narin, de Drowned in Sound, lui donne la note de 10/10.

## Collaborateurs
- Neil Davidge - production, arrangements, programmation, claviers, samplings
- Horace Andy, Elizabeth Fraser, Sara Jay - chant
- Angelo Bruschini - guitares
- Jon Harris, Bob Locke, Winston Blisset - basse
- Andy Gangadeen - batterie
- Yann Bodennec - batterie
- Dave Jenkins, Michael Timothy - claviers additionnels
- Jan Kybert - ProTools
- Lee Shepherd - ingénieur
- Mark "Spike" Stent - mixage
- Jan Kybert, P-Dub - mixage
- Tim Young
- Nick Knight - photographie
- Tom Hingston (en) - direction artistique, design